# Aetókremnos
Aetókremnos (grec moderne : Αετόκρεμνος) est un abri sous roche près de Limassol, sur la côte sud de Chypre.

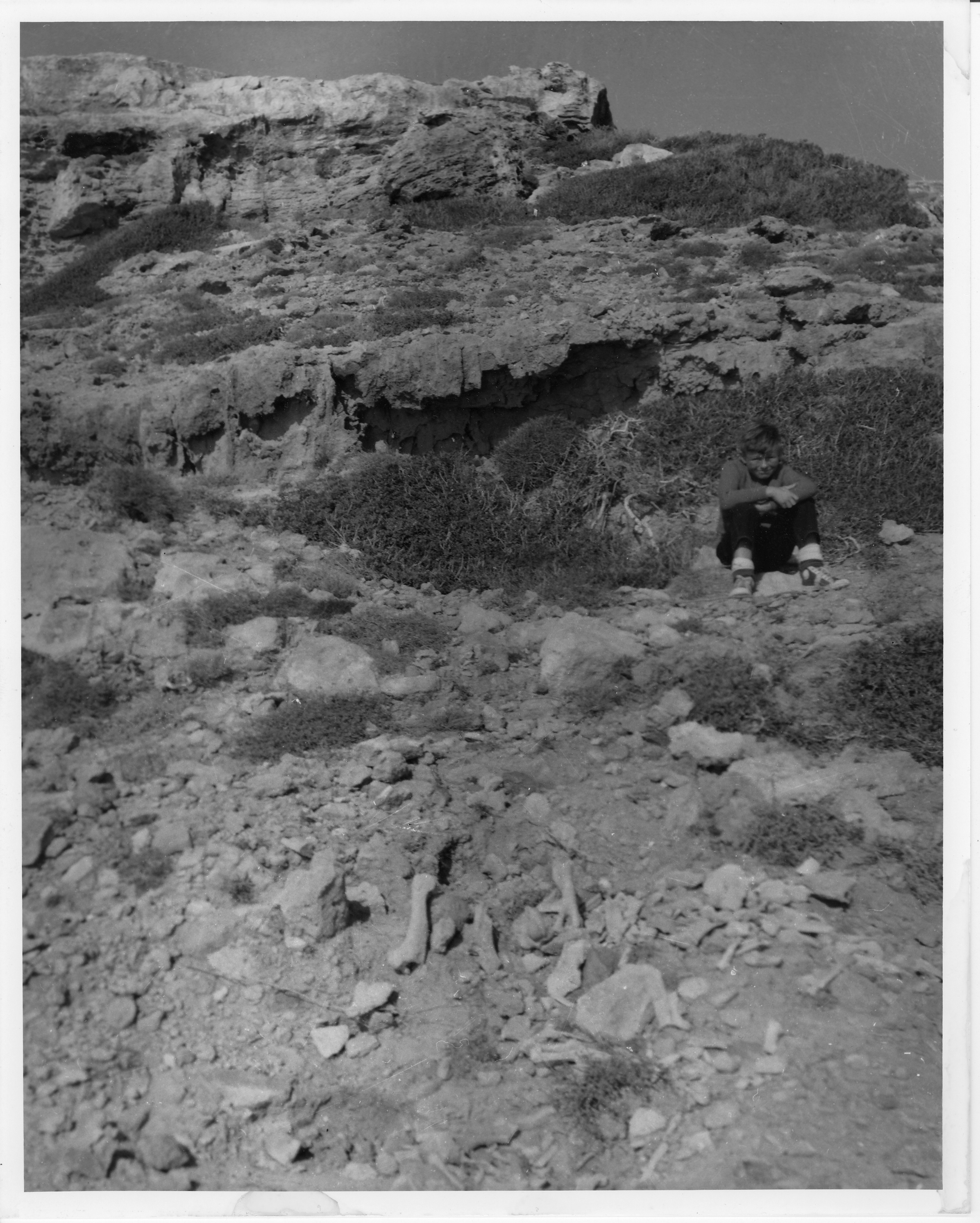
Aetókremnos, en 1960.

## Situation
Aetókremnos est situé sur une falaise abrupte, à environ 40 m au-dessus de la Méditerranée. Le nom signifie « Rocher des aigles » en grec. À peu près 40 m2 ont été fouillés, ce qui a permis la découverte de quatre couches, la no 3 étant stérile.
Le site contient à la fois des os de la faune naine de la fin de l'Holocène, des éléphants nains (Elephas cypriotes) et l'hippopotame nain de Chypre (Hippopotame mineur) et des artefacts (environ 1 000 silex, dont des grattoirs miniatures de type mésolithique). Il n'y a pas d'os avec des marques de boucherie, mais on y relève une proportion inhabituellement élevée d'os brûlés (30 %). 74 % des os proviennent d'hippopotames mineurs, les autres découvertes étant composées de restes de poissons (25 %) et d'oiseaux, principalement des outardes. Les éléphants nains sont relativement rares (3 individus). La présence de daims (4 os) et de porcs (13 os) est déroutante, car il est généralement considéré que ces animaux ne se sont introduits sur l'île qu'au cours du Néolithique précéramique B (PPNB).
Selon les fouilleurs, les restes de foyer se situaient dans la couche contenant les lits d'os de la mégafaune éteinte. Cela en ferait la plus ancienne colonie humaine chypriote, ce qui attesterait la présence humaine au cours de l'Épipaléolithique. 31 datations radiocarbones aux résultats fortement convergents ont permis de dater les os autour de 10 500 av. J.-C., et de conclure que le site a été occupé sur un temps relativement court.
Il y a d'autres gisements d'os d'éléphants nains et d'hippopotames nains sur l'île, mais ils ne contiennent pas d'artefacts.